# Andy Bown
Andrew Steven Bown (født 27. marts 1946 i London, England) er en engelsk musiker, som har specialiseret sig i keyboards og basguitar. Andy er medlem af bandet Status Quo.